# Altenkirchen (Westerwald)
Altenkirchen (Westerwald) – miasto powiatowe w Niemczech, w kraju związkowym Nadrenia-Palatynat, siedziba powiatu Altenkirchen oraz gminy związkowej Altenkirchen-Flammersfeld. Do 31 grudnia 2019 siedziba gminy związkowej Altenkirchen (Westerwald).

## Sport
W mieście rozgrywany jest kobiecy turniej tenisowy, pod nazwą Burg-Wachter Ladies Open, zaliczany do rozgrywek rangi ITF, z pulą nagród 75 000 $.